# Bundesautobahn 6
La Bundesautobahn 6, abreviada com BAB 6 (També anomenada Autobahn 6, A 6 o Via Carolina), és una autopista federal que va des de Saarbrücken, a Saarland, fins a Waidhaus a la frontera alemanya amb la República Txeca.
Un tram entre Amberg i el bosc d'Oberpfälzer Wald està encara per construir, i el trànsit entre aquests dos punts es canalitza cap a la Bundesautobahn 93.

## Història
Els primers plànols de la Bundesautobahn 6 es van fer el 1935, i la construcció de la majoria de trams es va començar el 1938. El 1940 la construcció de la part de Mannheim va ser aturada quan un pont sobre el Rin es va enfonsar matant a molts treballadors. Un nou pont va ser inaugurat el 1953. Altres trams de l'autopista es van acabar el 1941. Una recta de la A 6 prop de Kaiserslautern era utilitzada com a pista d'aterratge per la Luftwaffe durant a Segona Guerra Mundial. Després la de la guerra aquest tram va ser ocupat per les tropes americanes i posteriorment es va convertir en la Base Aèria de Ramstein, amb gran importància militar en l'actualitat. L'autopista va ser reconstruïda per un nou traçat al sud de la base.
Als anys 60 la A 6 es va allargar, un nou tram es va construir a prop el Circuit de Hockenheim, de manera que el circuit es va haver de redissenyar.
Així com la Bundesautobahn 8, que va pel sud, les dues han necessitat obres i millores degudes a la seva relativa antiguitat, cosa que ha influït negativament en el trànsit. El tram que passa per Mannheim s'està millorant amb la integració de 2 carrils més (de 4 que en tenia, ara en tindrà 6) i un nou pont per sobre el riu Neckar.

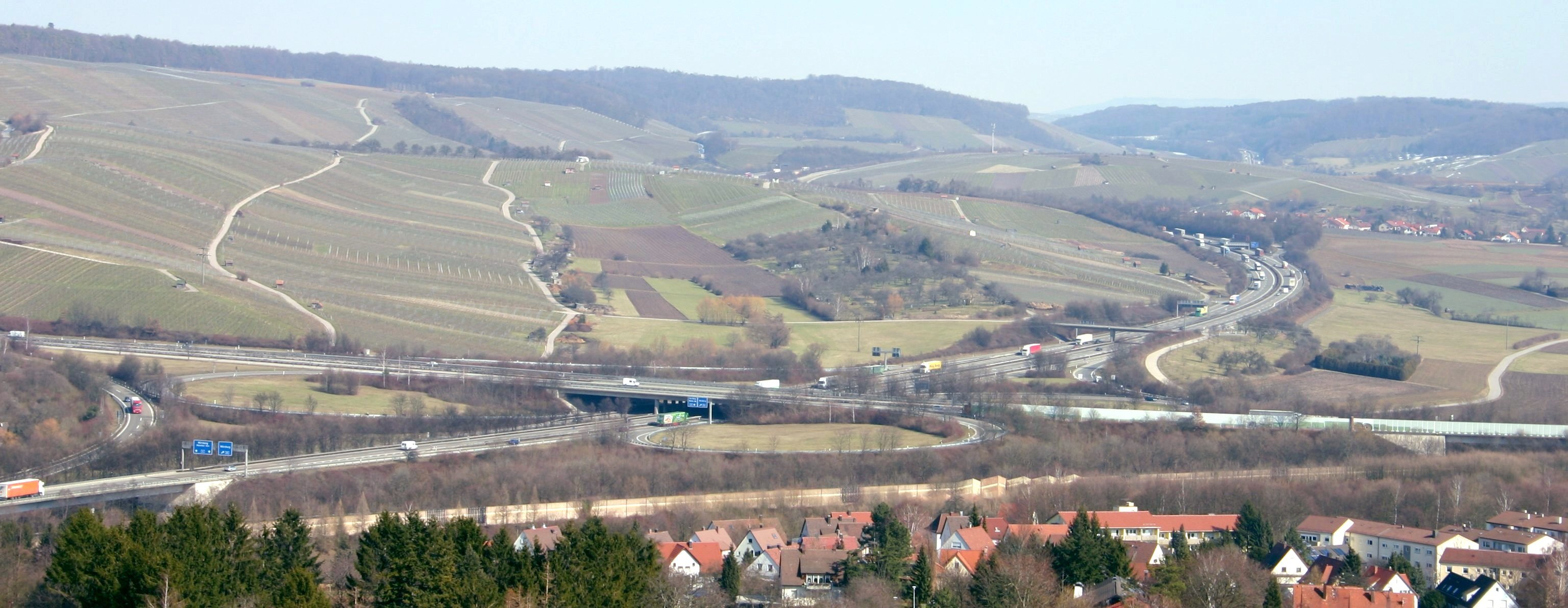
La Bundesautobahn a l'encreuament de Weinsberg

## Sortides i construccions
| Sortides, àrees, etc.        | Carretera amb la que enllaça       | Sortida/construcció                                   |
| ---------------------------- | ---------------------------------- | ----------------------------------------------------- |
| França                       | A320 · E-50                        | 1 França                                              |
| Unió Europea                 |                                    | Duana Goldene Bremm                                   |
| Benzina · Restaurant         |                                    | Àrea de servei Goldene Bremm                          |
| Sortida · Autohof            |                                    | Sortida 2 i àrea de descans Saarbrücken-Goldene Bremm |
| Pont                         |                                    | Saartalbrücke 570/998 m                               |
| Encreuament                  | 620 · E29                          | Sortida 3 i encreuament de Saarbrücken amb la A 620   |
| Sortida                      |                                    | 4 Saarbrücken-Fechingen                               |
| Peatge per a camions         |                                    | Pagament d'impostos per a camions                     |
| Pont                         |                                    | Talbrücke Fechingen 400 m                             |
| Pont                         |                                    | Talbrücke Bischmisheim 471 m                          |
| Serveis                      |                                    | Aparcament i serveis de Bischmisheim                  |
| Pont                         |                                    | Grumbachtalbrücke 320 m                               |
| Sortida                      |                                    | 5 St. Ingbert-West                                    |
| Sortida                      |                                    | 6 St. Ingbert-Mitte                                   |
| Serveis                      |                                    | Aparcament i serveis de Am Kahlenberg                 |
| Sortida                      | Bundesstraße 40                    | 7 Rohrbach                                            |
| Encreuament                  | Bundesautobahn 8                   | 8 Encreuament de Neunkirchen                          |
| Aparcament                   |                                    | Aparcament de Homburger Bruch                         |
| Sortida                      | Bundesstraße 423                   | 9 Homburg                                             |
| Restaurant                   |                                    | Àrea de servei de Homburg                             |
| Sortida                      |                                    | 10 Waldmohr                                           |
| Benzina · Restaurant · Hotel |                                    | Àrea de servei de Waldmohr                            |
| Aparcament                   |                                    | Aparcament de Reißberg/Am Glan                        |
| Sortida                      |                                    | 11 Bruchmühlbach-Miesau                               |
| Aparcament                   |                                    | Aparcament de Harzofen/Schwarzbachwiesen              |
| Encreuament                  | Bundesautobahn 62                  | 12 Encreuament de Landstuhl                           |
| Sortida · Autohof            |                                    | 13 Ramstein-Miesenbach                                |
| Serveis                      |                                    | Serveis de Höllenplacken                              |
| Sortida                      |                                    | 14 Kaiserslautern-Einsiedlerhof                       |
| Sortida                      | Bundesstraße 270                   | 15 Kaiserslautern-West                                |
| Pont                         |                                    | Lautertalbrücke 300 m                                 |
| Pont                         |                                    | Waschmühltalbrücke 265 m                              |
| Encreuament                  | Bundesautobahn 63                  | 16a Encreuament de Kaiserslautern                     |
| Sortida                      | Bundesstraße 37                    | 16b Kaiserslautern-Ost                                |
| Aparcament                   |                                    | Aparcament de Quaidersberg/Langenberg                 |
| Sortida                      | Bundesstraße 48                    | 17 Enkenbach-Alsenborn                                |
| Aparcament                   |                                    | Aparcament de Am Tunnel                               |
| Aparcament                   |                                    | Aparcament de Drehtal                                 |
| Aparcament                   |                                    | Aparcament de Entenpfuhl/Türkberg                     |
| Sortida                      | Bundesstraße 47                    | 18 Wattenheim                                         |
| Benzina · Restaurant         |                                    | Àrea de servei Pfalz                                  |
| ()                           |                                    | Sortida militar                                       |
| Serveis                      |                                    | Aparcament i serveis de Am Binsenplatz                |
| Sortida · Autohof            | Bundesstraße 271                   | 19 Grünstadt                                          |
| Aparcament                   |                                    | Aparcament de Dirmsteiner Pfand                       |
| Sortida                      | E31                                | Hessheim (projecatda)                                 |
| Encreuament                  | Bundesautobahn 61                  | 21 Encreuament de Frankenthal                         |
| Sortida                      |                                    | 22 Frankenthal-Nord                                   |
| Sortida                      | Bundesstraße 9                     | 23 Ludwigshafen-Nord                                  |
| Pont                         |                                    | Theodor-Heuss-Rheinbrücke 830 m                       |
| Sortida                      | Bundesstraße 44                    | 24 Mannheim-Sandhofen                                 |
| Serveis                      |                                    | Aparcament i serveis                                  |
| Encreuament                  | Bundesautobahn 67                  | 25 Encreuament de Viernheimer                         |
| Encreuament                  | Bundesautobahn 659                 | 26 Encreuament de Viernheimer                         |
| Pont                         |                                    | Neckarbrücke 530 m                                    |
| Encreuament                  | Bundesautobahn 656                 | 27 Encreuament de Mannheim                            |
| Pont                         |                                    | Bahnbrücke 320 m                                      |
| Pont                         |                                    | Bahnbrücke 150 m                                      |
| Sortida                      | Bundesstraße 36                    | 28 Mannheim/Schwetzingen                              |
| Aparcament                   |                                    | Aparcament                                            |
| Sortida                      | Bundesstraße 36                    | 29 Schwetzingen/Hockenheim                            |
| Encreuament                  | Bundesautobahn 61 · E31            | 30 Encreuament de Hockenheim                          |
| Benzina · Restaurant · Hotel |                                    | Àrea de servei i motel de Am Hockenheimring           |
| Aparcament                   |                                    | Aparcament                                            |
| Encreuament                  | Bundesautobahn 5 · E35             | 31 Encreuament de Walldorf                            |
| Serveis                      |                                    | Aparcament i serveis de Weißer Stock/Bucheneck        |
| Aparcament                   |                                    | Aparcament                                            |
| Sortida                      | Bundesstraße 39                    | 32 Wiesloch/Rauenberg                                 |
| Pont                         |                                    | Angelbachtalbrücke 357 m                              |
| Aparcament                   |                                    | Aparcament                                            |
| Sortida · Autohof            | Bundesstraße 39 · Bundesstraße 292 | 33 Sinsheim                                           |
| Benzina · Restaurant         |                                    | Àrea de servei de Kraichgau                           |
| Sortida · Obres              |                                    | 33a Sinsheim-Süd (12/2008)                            |
| Aparcament                   |                                    | Aparcament                                            |
| Sortida · Autohof            |                                    | 34 Sinsheim-Steinsfurt                                |
| Aparcament                   |                                    | Aparcament                                            |
| Sortida · Autohof            |                                    | 35 Bad Rappenau                                       |
| Serveis                      |                                    | Aparcament i serveis (projectat)                      |
| Aparcament                   |                                    | Aparcament                                            |
| Sortida                      |                                    | 36 Heilbronn/Untereisesheim                           |
| Pont                         |                                    | Neckartalbrücke 1350 m                                |
| Sortida                      | Bundesstraße 27                    | 37 Heilbronn/Neckarsulm                               |
| Serveis                      |                                    | Aparcament i serveis de Sulmtal                       |
| Encreuament                  | Bundesautobahn 81 · E41            | 38 Encreuament de Weinsberg                           |
| Aparcament                   |                                    | Aparcament                                            |
| Pont                         |                                    | Talbrücke Wimmental 214 m                             |
| Aparcament                   |                                    | Aparcament                                            |
| Sortida                      |                                    | 39 Bretzfeld                                          |
| Serveis                      |                                    | Aparcament i serveis (projectat)                      |
| Pont                         |                                    | Brettachtalbrücke 210 m                               |
| Serveis                      |                                    | Aparcament i servies (projectat)                      |
| Sortida                      |                                    | 40 Öhringen                                           |
| Pont                         |                                    | Ohrntalbrücke 237 m                                   |
| Pont                         |                                    | Maßholderbachtalbrücke 300 m                          |
| Aparcament                   |                                    | Aparcament                                            |
| Sortida                      |                                    | 41 Neuenstein                                         |
| Benzina · Restaurant         |                                    | Àrea de servei de Hohenlohe                           |
| Sortida                      | Bundesstraße 19                    | 42 Kupferzell                                         |
| Sortida                      | Bundesstraße 14                    | 43 Schwäbisch Hall                                    |
| Pont                         |                                    | Kochertalbrücke 1128 m                                |
| Serveis                      |                                    | Aparcament i serveis Kochertalbrücke                  |
| Sortida                      |                                    | 44 Ilshofen/Wolpertshausen                            |
| Sortida · Autohof            |                                    | 45 Kirchberg                                          |
| Serveis                      |                                    | Aparcament i serveis de Reußenberg                    |
| Pont                         |                                    | Jagsttalbrücke 347 m                                  |
| Pont                         |                                    | Gronachtalbrücke 528 m                                |
| Sortida · Autohof            | Bundesstraße 290                   | 46 Crailsheim/Satteldorf                              |
| Aparcament                   |                                    | Aparcament                                            |
| Sortida                      |                                    | 47 Schnelldorf                                        |
| Serveis                      |                                    | Aparcament i serveis                                  |
| Encreuament                  | Bundesautobahn 7 · E43             | 48 Encreuament de Feuchtwangen/Crailsheim             |
| Sortida · Autohof            | Bundesstraße 25                    | 49 Feuchtwangen-Nord                                  |
| Benzina · Restaurant         |                                    | Àrea de servei de Frankenhöhe                         |
| Aparcament                   |                                    | Aparcament                                            |
| Sortida · Autohof            | Bundesstraße 14                    | 50 Aurach                                             |
| Aparcament                   |                                    | Aparcament                                            |
| Sortida · Autohof            |                                    | 51 Herrieden                                          |
| Serveis                      |                                    | Aparcament i serveis                                  |
| Sortida · Autohof            | Bundesstraße 13                    | 52 Ansbach                                            |
| Aparcament                   |                                    | Aparcament                                            |
| Serveis                      |                                    | Aparcament i serveis                                  |
| Aparcament                   |                                    | Aparcament                                            |
| Pont                         |                                    | Fränkische-Rezat-Brücke 232 m                         |
| Sortida                      |                                    | 53 Lichtenau                                          |
| Aparcament                   |                                    | Aparcament                                            |
| Sortida                      |                                    | 54 Neuendettelsau                                     |
| Serveis                      |                                    | Aparcament i serveis                                  |
| Aparcament                   |                                    | Aparcament                                            |
| Benzina · Restaurant         |                                    | Àrea de servei de Kammerstein Land                    |
| Sortida                      | Bundesstraße 466                   | 55 Schwabach-West                                     |
| Sortida                      | Bundesstraße 2                     | 56 Schwabach-Süd                                      |
| Sortida                      | Bundesstraße 2 · Bundesstraße 2a   | 57 Roth                                               |
| Pont                         |                                    | Rednitzbrücke 81 m                                    |
| Pont                         |                                    | Main-Donau-Kanal-Brücke 110 m                         |
| Encreuament                  | Bundesautobahn 73                  | 58 Encreuament de Nürnberg-Süd                        |
| Sortida                      |                                    | 59 Nürnberg-Langwasser                                |
| Encreuament                  | Bundesautobahn 9                   | 60 Encreuament de Nürnberg-Ost                        |
| Encreuament                  | Bundesautobahn 3                   | 61 Encreuament de Altdorf                             |
| Aparcament                   |                                    | Aparcament                                            |
| Sortida                      |                                    | 62 Altdorf bei Nürnberg/Leinburg                      |
| Pont                         |                                    | Talbrücke Unterrieden 627 m                           |
| Aparcament                   |                                    | Aparcament                                            |
| Sortida                      |                                    | 63 Alfeld                                             |
| Sortida                      |                                    | 64 Sulzbach-Rosenberg                                 |
| Benzina · Restaurant         |                                    | Àrea de servei de Oberpfälzer Alb                     |
| Sortida                      | Bundesstraße 299                   | 65 Amberg-West                                        |
| Pont                         |                                    | Talbrücke 230 m                                       |
| Aparcament                   |                                    | Aparcament                                            |
| Pont                         |                                    | Talbrücke 330 m                                       |
| Pont                         |                                    | Vilstalbrücke 331 m                                   |
| Sortida                      |                                    | 66 Amberg-Süd                                         |
| Sortida                      | Bundesstraße 85                    | 67 Amberg-Ost                                         |
| Pont                         |                                    | Götterseebrücke 88 m                                  |
| Pont                         |                                    | Fensterbachtalbrücke 240 m                            |
| Pont                         |                                    | Schusterbergtalbrücke 99 m                            |
| Pont                         |                                    | Talbrücke Lohgraben 80 m                              |
| Sortida                      |                                    | 68 Schmidgaden                                        |
| Pont                         |                                    | Schwärzerbachtalbrücke 79 m                           |
| Serveis                      |                                    | Aparcament i serveis de Stocker Holz                  |
| Pont                         |                                    | Hüttenbachtalbrücke 130 m                             |
| Sortida                      |                                    | 69 Nabburg-West                                       |
| Pont                         |                                    | Kulmbachtalbrücke 515 m                               |
| Pont                         |                                    | Döllnitzbachtalbrücke 280 m                           |
| Pont                         |                                    | Ödschlagtalbrücke 240 m                               |
| Encreuament                  | Bundesautobahn 93                  | 70 Encreuament Oberpfälzer Wald                       |
| Pont                         |                                    | Naabtalbrücke 450 m                                   |
| Sortida                      |                                    | 71 Wernberg-Ost                                       |
| Sortida                      | Bundesstraße 22 · Bundesstraße 14  | 72 Leuchtenberg                                       |
| Sortida                      |                                    | 73 Vohenstrauß-West                                   |
| Sortida                      |                                    | 74 Vohenstrauß-Ost                                    |
| Sortida                      |                                    | 75 Pleystein                                          |
| Serveis                      |                                    | Aparcament i serveis de Zengerhof                     |
| Sortida                      |                                    | 76 Waidhaus                                           |
| Unió Europea                 |                                    | 77 Duana Waidhaus/Rozvadov                            |
| Pont                         |                                    | Talbrücke Röhlingbach 280 m                           |
| República Txeca              | D5 · E-50                          | República Txeca                                       |